# Боар
Боар (фр. Bohars) је насељено место у Француској у региону Бретања, у департману Финистер.
По подацима из 2011. године у општини је живело 3437 становника, а густина насељености је износила 472,76 становника/km².

## Демографија
| 1962. | 1968. | 1975. | 1982. | 1990. | 2011. |
| ----- | ----- | ----- | ----- | ----- | ----- |
| 840   | 909   | 1.361 | 2.887 | 3.043 | 3.437 |